# Carl Emanuel von Geijer
Carl Emanuel Geijer, adlad von Geijer, född den 12 augusti 1777 på Krokstad i By socken, Värmlands län, död den 4 april 1865 i Helsingborg, var en svensk militär. Han var son till Salomon Gottschalk Geijer samt far till Bror och Gottschalk von Geijer. 
von Geijer blev fanjunkare vid Livhusarregementet 1795, kornett vid Mörnerska husarregementet 1796, premiäradjutant där 1800, löjtnant 1802 och stabsryttmästare 1805. Han bevistade 1805, 1806 och 1807 kampanjen i Tyskland och därunder marschen till Lauenburg, affärerna vid Ehnenhorst och Zarendorf, utfallen mot Schuppenhausen, Pappenhagen, Pütt och Klein-Cordshagen, träffningen vid Lüdershagen samt intagandet av Demmin. von Geijer kommenderade därefter expeditionen till Dargun, Neukahlen och Malchin, tog 215 man till fånga och gjorde ett ansenligt byte. Han hade slutligen befälet i Helsingborg över de där till kustförsvaret sammandragna trupperna. von Geijer blev kommendant i Helsingborg 1810, major i armén 1812 och överstelöjtnant i armén 1817. Han adlades sistnämnda år enligt 37 § i regeringsformen (introducerad 1818 under nummer 2256), blev regementskvartermästare i Cederströmska husarregementet samma år, överstelöjtnant i generalstaben samma år och intendent vid passevolansverkets fjärde kommissariat. von Geijer befordrades till överste i armén 1822 och blev ståthållare på Herrevads kloster i Skåne 1823. Han beviljades avsked från regementet sistnämnda år och avsked ur armén 1830. von Geijer blev riddare av Svärdsorden 1807 och kommendör av Vasaorden 1852. Han begärde hos Kunglig majestät och fick 1855 i januari tillstånd för sina söner att skriva och kalla sig von Geijer.